# Малый Глубочок
Малый Глубочок (укр. Малий Глибочок) — село в Збаражской городской общине Тернопольского района Тернопольской области Украины.
Код КОАТУУ — 6122480402. Население по переписи 2001 года составляло 111 человек.
До 2020 года входило в Збаражский район.

## Географическое положение
Село Малый Глубочок находится на правом берегу реки Гнезна Гнилая,
выше по течению на расстоянии в 1,5 км расположено село Красносельцы,
ниже по течению на расстоянии в 0,5 км расположено село Тарасовка.
Рядом проходит железная дорога, станция Красносельцы в 2,5 км.